# Gavriil Abramovič Ilizarov
Gavriil Abramovič Ilizarov (rus. Гавриил Абрамович Илизаров; Belovež, Poljska, 15. jun 1921 — 24. jul 1992, Kurgan) bio je sovjetski hirurg - ortoped, izumitelj, doktor medicinskih nauka (1968), profesor ortopedije.

## Život i karijera
Rođen je Belovežu u Poljskoj 15. juna 1921. godine, u porodici siromašnih seljaka. Iako je svoj prvi udžbenik stekao tek u 10 godini života, osnovno školovanje kao najbolji đak završio je pre regularnog vremena. Medicinski fakultet Georgievski na Krimu upisao je sa 18 godina. Diplomirao je 1944. godine.

Njegov prva radna obaveza, po naredbi ondašnjih Sovjetskih vlasti, bila je dužnost porodičnog lekara u provinciji Kurgan u Jugoistočnom Sibiru. Kako je ovo bila udaljena i zabita oblast SSSR, Ilizarov je uglavnom radio samostalno i paralelno se učenjem osposobljavo za izvođenje velikog broja hirurških procedura, prema kojima je pokazivo najviše interesovanje, pa je u Sibiru kako sam kaže: 
Vadio sam zube, rezao trbuh i vadio slezinu sibirskih farmera, lečio bolove i dečije bolesti. Ali najviše od svega sam bio fasciniran ortopedijom i traumatologijom.
 I time usmerio svoj dalji živoni put ka samostalno izučavanju mnogih hirurških procedura, iz knjiga koje su u tom periodu njegovog života i stručnog rada predstavljale jedini izvor znanja i usavršavanja lekarske prakse. 
Hirurgiju je izučavao i za vreme šestomesečnog kursa iz oblasti ratne medicine, jer je Drugi svetski rat bio još u toku. Tada se prvo zainteresovao za ortopediju i rekonstrukciju kosti jer su veliki broj njegovih pacijenata predstavljali vojnici sa brojnim povredama i deformiteitima, koji su se vraćali sa frontova vođenih u Evropi tokom Drugog svetskog rata. Mnogi od ovih pacijenata su zadobili teške prelome i morali su da pretrpe dugotrajno lečenje; gips i skeletna trakcija bile su jedine metode koje su u tom periodu najčešće korišćene. Međutim mladi Ilizarov je verovao da postoje i drugi načini lečenja preloma i posvetio je svoju buduću karijeru radu u ortopediji. 
Kada se 1950. godine Ilizarov preselio u Kurgan radio je na odeljenju za opštu hirurgiju u Kurganskoj regionalnoj bolnici. U ovoj bolnici nastavio je istraživanje i usavršavanja lečenja preloma. Nakon ovih istraživanja razvio je ideju o spoljnjem fiksatoru u vidu prstena sa ukrštenim iglama, kojima je trebalo da poboljša njihovu stabilnost.
Godine 1971. postao je direktor Instituta za eksperimentalnu i kliničku ortopediju i traumatologiju u Kurganu, u kome se pored ostalog bavio istraživanjem biologije osifikacije i novim postupci za lečenje fraktura i drugih ortopedskih poremećaja. Sa 1.000 kreveta i 168 mlađih doktora, to je bila najveća ortopedska klinika na svietu. Do 1983. godine, Ilizarov je koristio svoj fiksator u lečenju 25.000 slučajeva; dok je u Sovjetskom Savezu Ilizarov fiksator korišćen u 300.000. Na kongres ortopeda „Ilisarows” održan u septembru 1983. godine došlo je 400 kolega, ali samo jedan iz Moskve.
Za vreme bogate karijere dr Ilizarov je bio mentor u 7 habilitacija i 52 doktorskih disertacija. Osnovao je Kurgansko ortopedsko i traumatološko društvo. Bio je vodeći član Sovjetske akademije nauka i urednik časopisa Ortopedija, Trawmatologija i Protetika. 
Ilizarov je preminuo 1992. godine u 71. godini života u Kurganu.

## Delo
Prvi pacijent koga je Gavriil Abramovič Ilizarov lečio novim spoljnim fiksatorom bio je radnik koji je radio u fabrici u kojoj su se proizvodili metalni delove za izradu prstena fiksatora.
Iako je Ilizarov aparat naišao na neprihvatawe kod pojedinih kolega, skepticizam se polako gubio pojavom sličnih konstrukcija u svetu.
Ilizarova metoda postala je šire prihvaćena nakon uspešnog lečenja sovjetskog skakača u vis, Valerija Brumela 1968. godine. Brumel je pretrpeo otvoren prelom tibije, koju je nekoliko hirurga pokušalo da leči, ali bezuspešno. Tri godine posle preloma Brunel je video Ilizarova ali do tada se već razvio osteomijelitis i imao je značajno skraćenje ekstremiteta. Ilizarov je lečio obe komplikacije i Brumelu je omogućeno da nastavi svoju sportsku karijeru. 
Kao i prsten, Ilizarov je razvio svoj metod baziran na biomehanici i bazičnoj nauci. Ilizarov je nastavio da radi na usavršavanju rama i same tehnike. To je uključilo prebacivanje sa tradicionalne osteotomije (pravljenja preloma kroz kost) na kortikotomiju (rez samo kroz spoljašnji sloj kosti), kojom se čuva meko tkivo i smanjuje vreme koje je potrebno za zarastanje. 
Takođe je Ilizarov razvio i „zakon tenzionog stresa” kojim je ukazao da se pod dejstvom spore i postepene distrakcije, kost i meka tkiva regenerišu.
 

Primene Ilizarov metod se proširila i u Italiju nakon uspešnog lečenja italijanskog novinara Karla Maurija 1980. godine. Mauri je bio toliko impresioniran da je napisao članak u italijanskim novinama nazvavši Ilizarova „Mikelanđelom ortopedije“. Ovo je bio ključni momenat koji je rezultovao širenjem Ilizarove metode na ostatak sveta. 
Danas, u Ruskoj federaciji u Kurganu postoji unapređena ustanova ili svetski naučni centar nazvan po G. A. Ilizarovu za rekonstruktivnu ortopediju i traumatologiju svih vrsta deformiteta i komplikacija prelom.  Takođe u ovom centru koji je ujedno i naučno nastavna baza za obuku mladih stručnjaka, vrši se i eksperimentalni rad na životinjama. Centar ujedno vrši i obuku svih zainteresovanih za ovu metodu iz raznih krajeva sveta. Stručnjaci ovog centra su visoko kotirani u svetu a znanje stečeno u ovom centru prilikom obuke koristi stručnjacima za pravilnu primenu ove metode.

## Bibliografija
- Илизаров Г.А., Мархашов А.М. Кровоснабжение позвоночника и влияние на его форму изменений трофики и нагрузки. — Челябинск, 1981.
- Илизаров Г.А. Октябрь в моей судьбе / Лит. запись В. Гавришина. — Челябинск: Южно-Уральское книжное издательство, 1987. — 216 с.
- Лечение сгибательных контрактур коленного и голеностопного суставов / Составлено Г. А. Илизаровым и А. А. Девятовым. — Курган, 1971. — 14 с. — 3 000 экз.
- Чрескостный компрессионный и дистракционный остеосинтез в травматологии и ортопедии / Отв. ред. Г. А. Илизаров. Сборник научных работ. Выпуск 1. — Курган: Советское Зауралье, 1972. — 344 с.
- Ilizarov S, Rozbruch SR. Limb lengthening and reconstruction surgery. New York: Informa Healthcare; 2007.
- The tension-stress effect on the genesis and growth of tissues. Part I. The influence of stability of fixation and soft-tissue preservation. Clinical Orthopaedics and Related Research. 1989 Jan;(238):249-81.
- Ilizarov GA. The tension-stress effect on the genesis and growth of tissues: Part II. The influence of the rate and frequency of distraction. Clinical Orthopaedics and Related Research. 1989 Feb;(239):263-85.
- Ilizarov, G. A.; Lediaev, V. I.; Shitin, V. P. (1969 Nov-Dec). „The course of compact bone reparative regeneration in distraction osteosynthesis under different conditions of bone fragment fixation (Experimental study)”. Eksp Khir Anesteziol. 14 (6): 3—12. PMID 5385792. Проверите вредност парамет(а)ра за датум: |date= (помоћ)
- Ilizarov GA, Shreĭner AA. New method of closed flexion osteoclasia (experimental study). Ortop Travmatol Protez. 1979 Jan;(1):9-14.
- Ilizarov GA, Skas RG, Barabash AP. New possibilities of transosseous osteosynthesis in the conservative and rehabilitative treatment of severe injuries to the extremities (an experimental study). Ortop Travmatol Protez. 1980 Nov;(11):41-3.
- Ilizarov GA, Paevskiĭ SA, Degtiarev VE, Murashka VI, Maer VI. Use of platinum-coated Kirschner pins in transosseous osteosynthesis. Ortop Travmatol Protez. 1982 Jan;(1):26-9.
- Ilizarov, G. A. (1997). „The principles of the Ilizarov method. 1988.”. Bull Hosp Jt Dis. 56 (1): 49—53. PMID 9063604.

## Literatura
- Илатовская Т. А. Вы будете ходить…. / «Знамя», № 9. — Москва: Правда, 1972. — С. 173—194.
- Буньков С. Хирург Илизаров. — Челябинск: Южно-Уральское книжное издательство, 1972. — 76 с.
- Ермолаев Ю. И. Дом отважных трусишек / Рисунки Д. Боровского. — М.: Детская литература, 1975. — 158 с.
- Хромченко М.С. Сомнения и настойчивость. — М.: Советская Россия, 1979. — 208 с.
- Брумель В. Н., Лапшин А. А. Не измени себе. — М.: Молодая гвардия, — 302 с. —. . 1980. ISBN 978-5-289-00765-0. Недостаје или је празан параметар |title= (помоћ)
- Гладышева Л. В. Кавалер ордена улыбки. — Челябинск: Южно-Уральское книжное издательство, 1982. — 110 с.
- Нувахов Б. Доктор Илизаров / Предисловие Ю. Сенкевича. — М.: Прогресс, 1988. — 160 с. — 50 000 экз.
- Каплунов А. Г. Неизвестный Илизаров. Штрихи к портрету. — Волгоград: Издатель, — 240 с. —. . 2008. ISBN 978-5-9233-0654-5. Недостаје или је празан параметар |title= (помоћ)